# Quận Hardeman, Texas
Quận Hardeman (tiếng Anh: Hardeman County) là một quận trong tiểu bang Texas, Hoa Kỳ. Quận lỵ đóng ở thành phố Quanah6. Theo kết quả điều tra dân số năm  2000 của Cục điều tra dân số Hoa Kỳ, quận có dân số 4724 người.

## Địa lý
Theo Cục điều tra dân số Hoa Kỳ, quận có tổng diện tích 1805 km2, trong đó có 4 km2 là diện tích mặt nước.

### Xa lộ chính
- U.S. Highway 287
- State Highway 6